# Porträt der Adéone
Das Porträt der Adéone (französisch portrait d’Adéone) ist ein Ölgemälde des französischen Malers Martin Drolling (1752–1817). Es handelt sich um eine lebensgroße Darstellung seiner Tochter Louise-Adéone (1797–1834), die kurz zuvor ihren 15. Geburtstag feierte, aus dem Jahr 1812. Im gleichen Jahr wurde das Gemälde auf dem Pariser Salon als Un portrait de femme („Porträt einer Frau“) ausgestellt. Das Gemälde ist seit 1972 im Besitz des Musée des Beaux-Arts in Straßburg, Frankreich.

## Beschreibung
Die Dargestellte sitzt im Rahmen einer großen geschwungenen Öffnung, nimmt dabei jedoch nicht das Zentrum der Komposition ein, sondern ist an die rechte Bildhälfte gerückt. Ihr gegenüber steht eine große, wie aus Bronze gegossene, antikisierende Vase, aus deren Mitte ein kleines Rosenbäumchen wächst. Ackerwinden und großblättige Kapuzinerkresse breiten sich hängend zur unteren Bildmitte hin aus. Ein schwerer Vorhang in italienischem Stil ist zur Seite gerafft und gibt den Blick auf einen dunklen Raum im Hintergrund frei. Schemenhaft ist großer Globus im Dunkeln des Zimmers, möglicherweise eine Bibliothek, zu erkennen.
Alles Licht ist auf Gesicht und Oberkörper Adéones gerichtet. Sie wendet sich dem Betrachter zu. Ihr linker Arm ruht auf einer Art Geländer des Fensters, in dem sie zu sitzen scheint. In ihrer rechten Hand hält sie eine Teetasse. Ihre Frisur ist ganz der Mode des Empire entsprechend mit einem Band gehalten, ein Diadem schmückt den Scheitel, Locken treten unter dem Band hervor und begleiten die Schläfen. Adéone trägt ein hoch gegürtetes Kleid mit Puffärmeln aus weißem Satin. Ein rotes Tuch, das die Farbe des Haarbandes aufnimmt, hängt von ihrer rechten Schulter und ist in weichen Falten über das Geländer des Fensters drapiert. Eine mit Goldfäden verzierte Bordüre bildet den Rand des Tuchs.
Im Raum hinter ihr steht mittig ein Tischchen mit den restlichen Utensilien der Teepause. Man erkennt eine Teekanne, sowie Zuckerdose und Milchkännchen, die zunehmend im Dunkeln verschwinden. Komposition und Ausführung zeigen deutlich die Einflüsse des Klassizismus.
Am 13. Juni 1812 schrieb Louise-Adéone, die selbst eine bekannte Malerin werden sollte, ihrem in Rom weilenden Bruder Michel-Martin Drolling, dass das Porträt in Arbeit sei und im Salon de Paris ausgestellt werden solle, wenn es „kein Hindernis gibt“. Im Brief teilte sie ihrem Bruder auch mit, dass ihre Hand vom Halten der Tasse müde sei. Das abgebildete Teeservice wie auch ihr weißes Seidenkleid werden heute ebenfalls im Musée des Beaux-Arts aufbewahrt.

Bildausschnitte
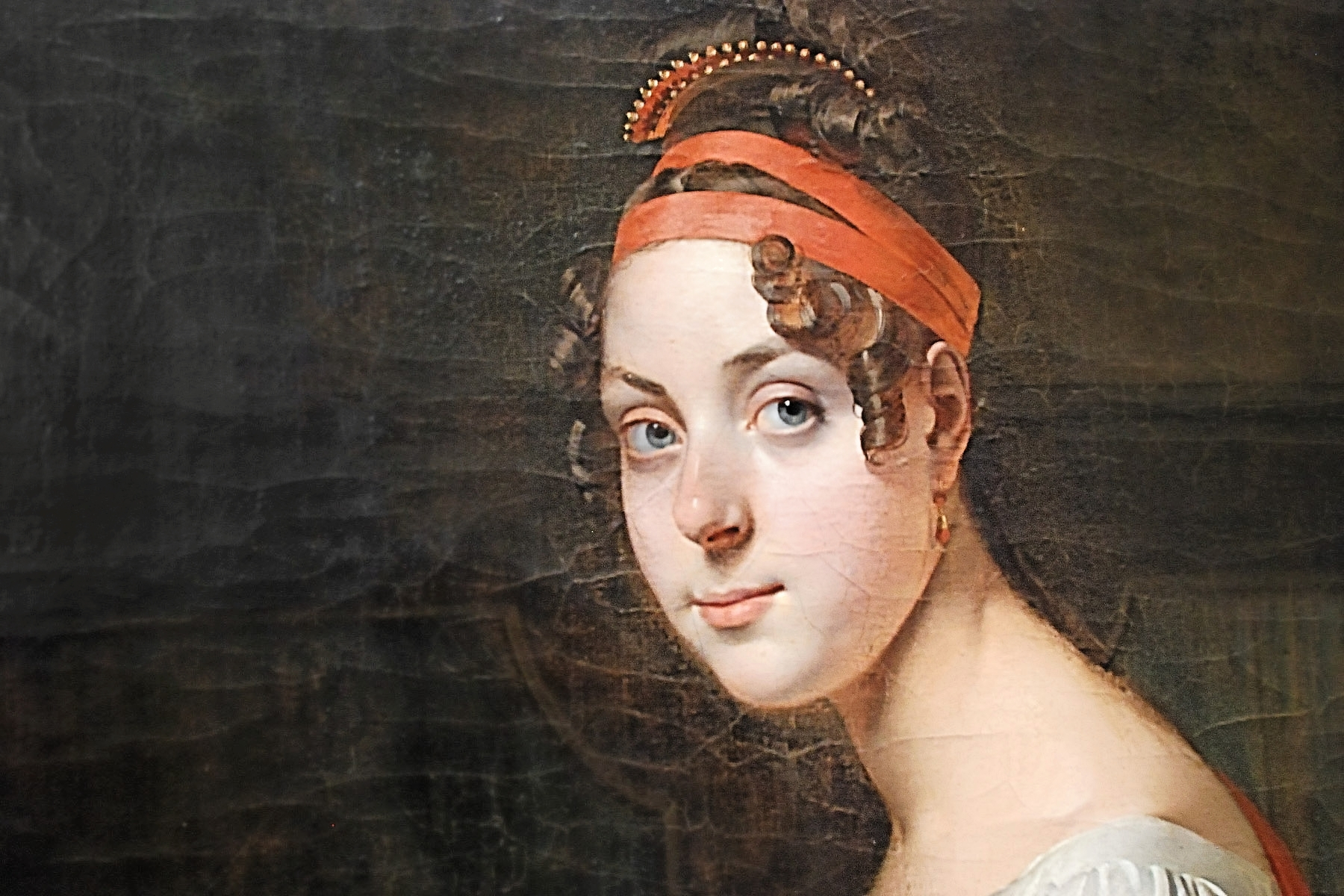
Detail des Kopfes
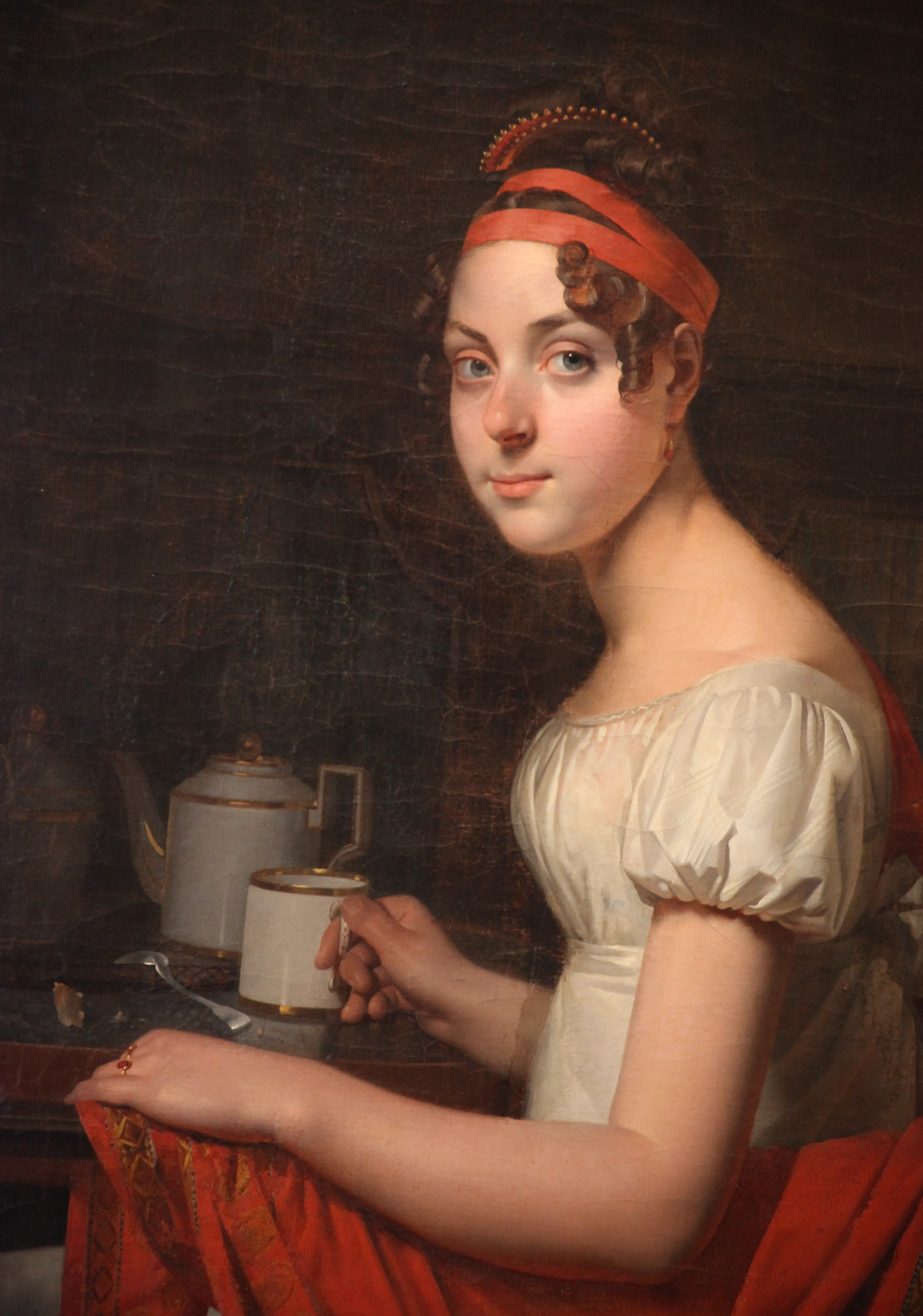
Oberkörper mit Tasse
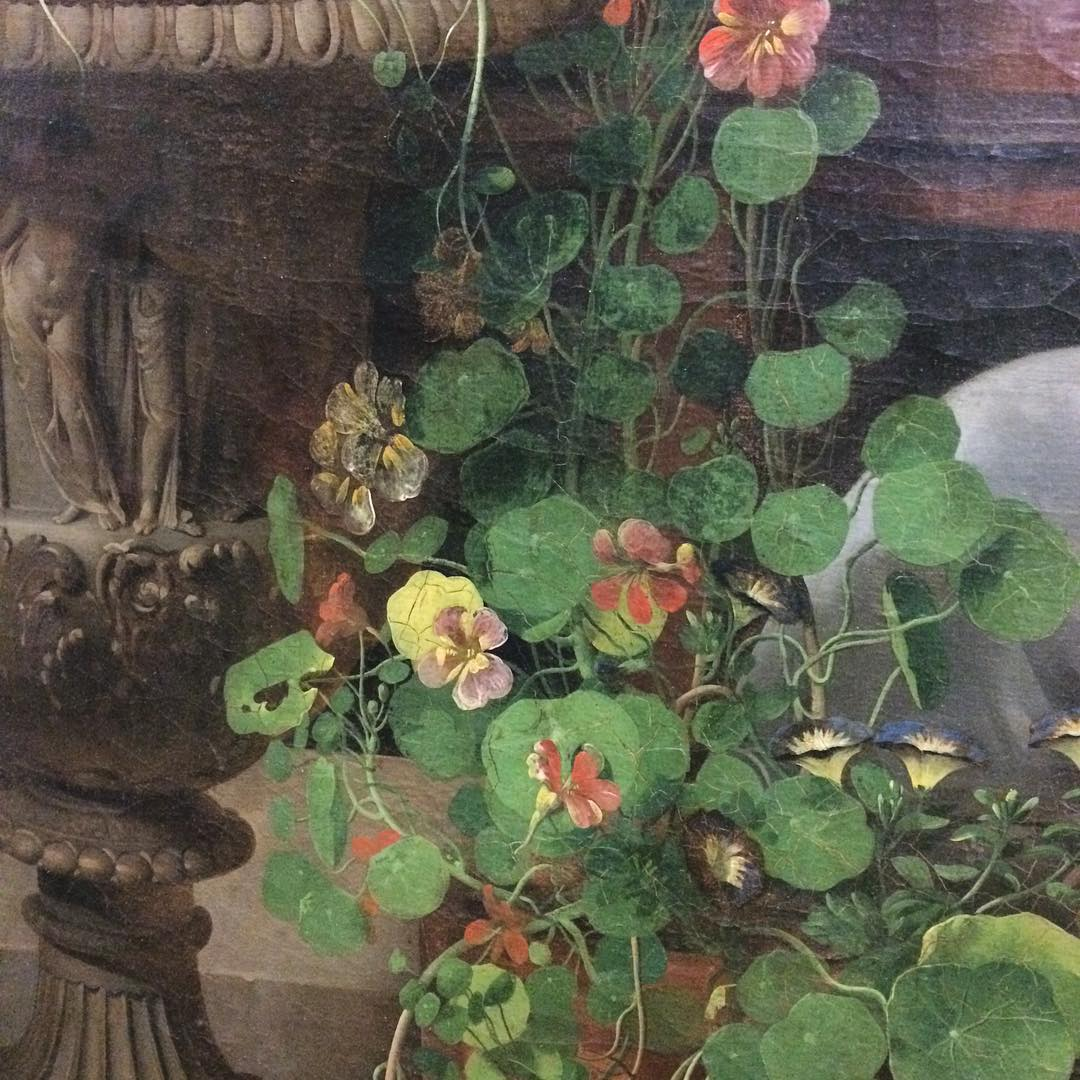
Detailansicht der Pflanzen